# محمد سالم الغبان
الدكتور محمد سالم عبد الحسين عبد الرحيم الغبان سياسي عراقي، ولد في 14 تشرين الثاني 1961 في بغداد، تولى منصب وزير الداخلية العراقية في عام 2014، متزوج ولديه ولدان. ينتمي لأسرة بغدادية معروفة في منطقة الكرادة الشرقية.

## التحصيل الدراسي
| دكتوراه علوم سياسية    | 2013 - 2018 | جامعة طهران               |
| ماجستير دراسات اسلامية | 2004 - 2006 | جامعة لندن (Birkbeck)     |
| بكالوريوس لغة إنكليزية | 1992 - 1996 | جامعة العلامة الطباطبائي  |
| خريج اعدادية - علمي    | 1978 - 1979 | الاعدادية الشرقية - بغداد |

## المناصب
- 2006 - 2010: مدير المكتب الخاص لرئيس لجنة الأمن والدفاع لمجلس النواب الدورة الأولى
- 2007 - 2010: مستشار في رئاسة الجمهورية
- 2010 – 2014: مستشار لوزير النقل
- 2014 - 2014: عضو مجلس النواب العراقي الدورة الثالثة
- 2014 - 2016: وزير الداخلية
- 2017 - 2018: مستشار في هيئة الحشد الشعبي[1]
- 2018 - 2022: عضو مجلس النواب العراقي الدورة الرابعة [2]
- 2018 - 2019: عضو لجنة الأمن والدفاع لمجلس النواب الدورة الرابعة [3]
- 2019 - 2022: عضو لجنة العلاقات الخارجية لمجلس النواب الدورة الرابعة[4]
- 2019 - 2022: رئيس كتلة الفتح النيابية في مجلس النواب الدورة الرابعة[5][6][7]

## النشاطات السياسية
انضم إلى صفوف الحركة الإسلامية منذ عام 1977. تم اعتقاله من قبل الامن العامة لنظام صدام حسين في عام 1979. هاجر إلى خارج العراق وانضم إلى صفوف المعارضة في عام 1981. شارك في العديد من المبادرات السياسية لإعادة بناء ما دمره النظام السابق، وعاد إلى العراق بعد سقوطه. وأكمل مسيرته السياسية كقيادي في منظمة بدر كمستشار خاص لرئيس منظمة بدر السيد هادي العامري رئيس لجنة الأمن والدفاع في مجلس النواب للفترة 2006 - 2010.
في عام 2010 تم ترشيحه لانتخابات مجلس النواب في محافظة بغداد عن الائتلاف الوطني العراقي. من 2010 إلى 2014 كان مستشار وزير النقل. وفي عام 2014، انتخب عضوا في مجلس النواب العراقي عن محافظة بغداد. في أكتوبر 2014، رشح الغبان لمنصب وزير الداخلية من قبل رئيس الوزراء حيدر العبادي. في 18 أكتوبر 2014 فاز بالأغلبية في مجلس النواب كوزير الداخلية بتصويت 197-63. قدم استقالته اعتراضا على الخلل في إدارة ملف الأمن الداخلي وتجريد وزارة الداخلية من صلاحياتها.

## في وزارة الداخلية
عمل الغبان خلال توليه منصب وزير الداخلية على تحديد الأولويات في الخطة الاستراتيجية للنهوض بالوزارة وتطوير اداء الاجهزة الامنية، وقد تحقق من خلالها وفي فترة أقل من عامين الأتي:
- بناء قوات الشرطة الاتحادية وتطوير قدراتهم القتالية وتسليحها وتدريبها مما انعكس في أدائها ودورها في عمليات التحرير في المعارك مع داعش[12] وحسمها في كثير من قواطع العمليات وأهمها تحرير الفلوجة والموصل[13]
- تنفيذ مشروع البطاقة الوطنية الذي تعطل لعقود من الزمان[14][15]
- إشاعة ثقافة جديدة في صفوف رجال الشرطة من خلال إحلال أمن المواطن بدل أمن السلطة وخدمة الناس بدل التسيد عليهم[16]
- المطالبة والعمل الحثيث لإعادة مسؤولية ملف الأمن الداخلي إلى وزارة الداخلية[11] وذلك من خلال العمل مع اللجان المشتركة العليا مع وزارة الدفاع وقيادة العمليات المشتركة ومستشارية الأمن الوطني ومصادقتها على استلام وزارة الداخلية المسؤولية وتطبيق خطتها البديلة في إدارة ملف الأمن الداخلي وبسط الأمن في العاصمة بغداد وجميع المحافظات [17][18]
- قبل العبادي استقالته بعد رفضه تحريك صنف عسكري اثناء عمليات تحرير كركوك حيث ادعى انها غير جاهزة وتبين العكس بعد اقالته وتولي العبادي المنصب بالوكالة ونجحت عمليات التحرير

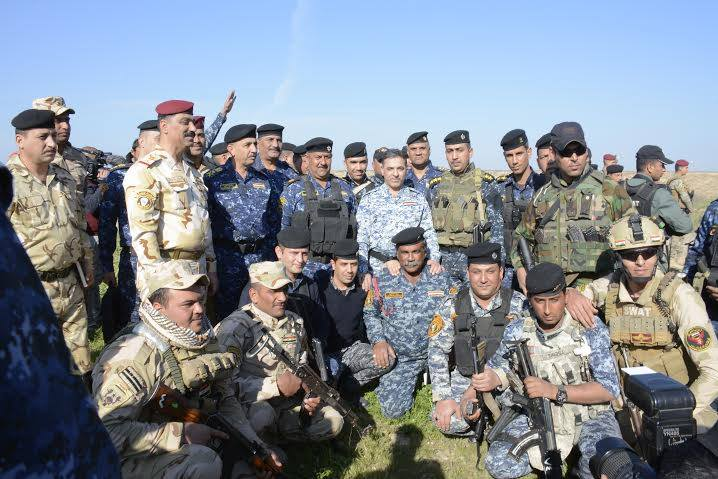
الغبان مع الشرطة الاتحادية في المعارك ضد داعش